# Au Pair (filmserie)
Au Pair is een serie van drie televisiefilms, geregisseerd door Mark Griffiths. De hoofdrollen worden vertolkt door Heidi Lenhart en Gregory Harrison.

## Films

### Au Pair (1999)
Jenny, een knappe afgestudeerde studente bedrijfseconomie, solliciteert bij Caldwell Corporation International. Door een misverstand wordt ze echter aangeworven als au pair voor Katie en Alex, de twee onhandelbare kinderen van Oliver Caldwell, de grote baas van het bedrijf.

### Au Pair II (2001)
Jenny en Oliver, ondertussen verloofd, bereiden een fusie voor van Caldwell Corporation International met Tek Hausen. De kinderen van de oprichter van Tek Hausen proberen er echter alles aan te doen om de fusie te dwarsbomen.

### Au Pair 3: Adventure in Paradise (2009)
Acht jaar later zijn Jenny en Oliver getrouwd. Ze vertrekken samen met hun pasgeboren dochtertje en de ondertussen bijna volwassen tieners Katie en Alex op vakantie naar Puerto Rico. Tijdens hun afwezigheid probeert de financieel directeur van Olivers bedrijf om Oliver opzij te schuiven.

## Rolbezetting en filmploeg

### Rolbezetting
| Personages              | Films            | Films              | Films                            |
| Personages              | Au Pair          | Au Pair II         | Au Pair 3: Adventure in Paradise |
| Personages              | 1999             | 2001               | 2009                             |
| ----------------------- | ---------------- | ------------------ | -------------------------------- |
| Jennifer "Jenny" Morgan | Heidi Lenhart    | Heidi Lenhart      | Heidi Lenhart                    |
| Oliver Caldwell         | Gregory Harrison | Gregory Harrison   | Gregory Harrison                 |
| Katie Caldwell          | Katie Volding    | Katie Volding      | Katie Volding                    |
| Alex Caldwell           | Jake Dinwiddie   | Jake Dinwiddie     | Jake Dinwiddie                   |
| Sam Morgan              | Richard Riehle   | Cliff Bemis        |                                  |
| Vivian Berger           | Jane Sibbett     |                    |                                  |
| Nigel Kent              | John Rhys-Davies |                    |                                  |
| Charlie Cruikshank      | Michael Woolson  |                    |                                  |
| Cassandra Hausen        |                  | Rachel York        |                                  |
| Michael Hausen          |                  | Robin Dunne        |                                  |
| Grandma Nell Grayson    |                  | June Lockhart      |                                  |
| Seamus                  |                  | James Lancaster    |                                  |
| Brigitte Chabeaux       |                  | Celine Massuger    |                                  |
| Karl Hausen             |                  | Rory Knox Johnston |                                  |
| Grimaldi the Paparazzo  |                  | Jan Preucil        |                                  |
| Ariana                  |                  |                    | Kathleen Mealia                  |
| Rupert                  |                  |                    | Gerrit Graham                    |
| Walter Hausen           |                  |                    | Bradley White                    |
| Danny Taylor            |                  |                    | Ciaran Tyrrell                   |

### Filmploeg
|                   | Films                                      | Films                                      | Films                                         |
| Au Pair           | Au Pair II                                 | Au Pair 3: Adventure in Paradise           |                                               |
| 1999              | 2001                                       | 2009                                       |                                               |
| ----------------- | ------------------------------------------ | ------------------------------------------ | --------------------------------------------- |
| Regisseur         | Mark Griffiths                             | Mark Griffiths                             | Mark Griffiths                                |
| Producent         | - Lance H. Robbins - Cheryl Saban          | - Lance H. Robbins - Cheryl Saban          | - Jody Brockway - Craig McNeil - Jeff Sherman |
| Scenario          | - Jeffrey C. Sherman - Cheryl Saban        | - Jeffrey C. Sherman - Cheryl Saban        | Jeffrey C. Sherman                            |
| Montage           | John Gilbert                               | Robert Gordon                              | John Gilbert                                  |
| Cinematografie    | Blake T. Evans                             | Thomas L. Callaway                         | - Derick V. Underschultz - Raphy Molinary     |
| Muziek            | Inon Zur                                   | Inon Zur                                   | Christopher Brady                             |
| Productiebedrijf  | - Saban Entertainment - Fox Family Channel | - Saban Entertainment - Fox Family Channel | ABC Family                                    |
| Zender of netwerk | Fox Family Channel                         | Fox Family Channel                         | ABC Family                                    |